# Myristica subalulata
Espèce
Myristica subalulata est une espèce de plantes de la famille des Myristicaceae.

## Liste des variétés
Selon Catalogue of Life (11 avril 2019) :
- variété Myristica subalulata var. hagensis
- variété Myristica subalulata var. leptantha
- variété Myristica subalulata var. paucifructa
- variété Myristica subalulata var. pedunculata

## Publication originale
- Ann. Mus. Bot. Lugd. Bat. 2: 47.